# Kurt Neuwald

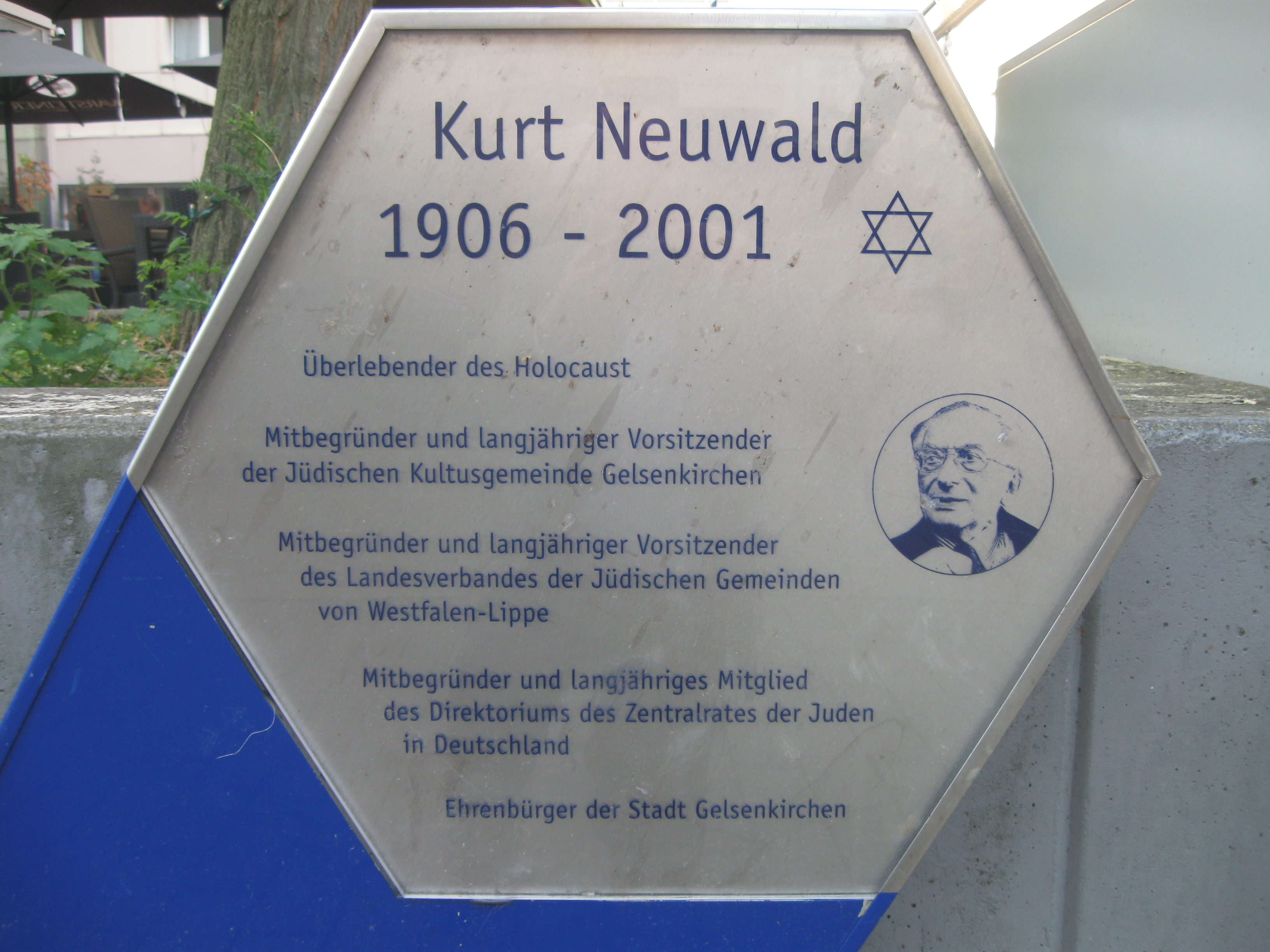
Gedenktafel für Kurt Neuwald auf dem nach ihm benannten Platz in Gelsenkirchen

Kurt Neuwald (geb. 23. November 1906 in Gelsenkirchen; gest. 6. Februar 2001 ebenda) war ein Gelsenkirchener Unternehmer sowie Mitbegründer und Vorsitzender des Landesverbandes der Jüdischen Gemeinden von Westfalen-Lippe, Gründungsmitglied des Zentralrats der Juden in Deutschland und langjähriger Vorsitzender der nach dem Holocaust unter seiner Mitwirkung aufgebauten Jüdischen Kultusgemeinde in Gelsenkirchen.

## Leben

### Herkunft
Kurt Neuwald stammte aus einer in Gelsenkirchen eingesessenen jüdischen Familie. Sein Großvater, Isaak Neuwald, führte ein Pfandleihgeschäft in der Stadt und gründete im Jahr 1880 das künftige Familienunternehmen, ein Spezialgeschäft für Bettware in der Arminstraße 15 in der Gelsenkirchener Altstadt. Leopold Neuwald, Kurts Vater, war 1877 geboren. Er diente als Landsturmsoldat im Ersten Weltkrieg und übernahm das Textilgeschäft nach dem Tode des Großvaters im Februar 1923 als Alleininhaber. Die Familie der Mutter Martha Heimann kam aus Hamm in Westfalen.
Kurt, der zwei ältere Geschwister und einen jüngeren Bruder hatte, machte nach dem Besuch der Städtischen Oberrealschule in Bulmke eine kaufmännische Lehre und trat anschließend als Geschäftsführer in die elterliche Firma ein, deren Mitinhaber er später wurde. Der Betrieb war vor 1933 das einzige Bettengeschäft in Gelsenkirchen und hatte rund 30 Angestellte sowie Filialen in Essen und Wattenscheid.

### Verfolgungszeit
Nach der Machtergreifung der Nationalsozialisten wurde die wirtschaftliche Existenz der Familie sukzessive zerstört, indem man zum Boykott des Geschäfts aufrief und die Angestellten bedrängte, nicht mehr für die jüdische Firma zu arbeiten. Kurts Eltern wollten nicht auswandern und die Familie, die keine Verwandten im Ausland besaß, hoffte vergeblich auf eine Besserung der Verhältnisse. In der Pogromnacht im November 1938 wurde das Geschäft verwüstet und musste anschließend aufgegeben werden. Die Familie musste ihr Haus und ihren sonstigen Besitz unter Wert verkaufen und das Haus wurde in ein so genanntes Judenhaus umgewandelt, in das weitere jüdische Familien zwangsweise eingewiesen wurden. Die Söhne leisteten in den darauf folgenden Jahren kaum bezahlte Zwangsarbeit im Ruhrbergbau und auf Tiefbaustellen.
Am 7. März 1939 heiratete Kurt Neuwald die aus Essen stammende Rosa Stern.
Neuwald wurde am 27. Januar 1942 zusammen mit seiner Familie mit dem ersten der drei großen Abtransporte von Juden aus Gelsenkirchen in das Ghetto Riga deportiert. Dort arbeitete er eine Zeitlang für den Kraftwagenpark des Heeres und begegnete nach eigenen Berichten unter anderem einem früheren Angestellten aus dem Geschäft seines Vaters, der inzwischen SS-Mann geworden war und ihm bei einer Gelegenheit Kartoffeln ins Lager brachte. Nach Auflösung des Ghettos kam er in verschiedene Konzentrationslager und wurde 1945 aus einem Außenlager des KZ Buchenwald bei einer Munitionsfabrik in Magdeburg befreit. Zusammen mit seinem Bruder Ernst gelang es ihm, sich in den letzten drei Tagen vor Ankunft der Amerikaner zu verstecken, womit sich beide dem Todesmarsch entzogen, dem viele Mithäftlinge zum Opfer fielen.
Von den 26 verschleppten Familienangehörigen wurden 24 ermordet, darunter auch seine Ehefrau. Den Holocaust überlebte außer Kurt Neuwald nur der jüngste Bruder Ernst.

### Wiederaufbau, Funktionen und Engagement

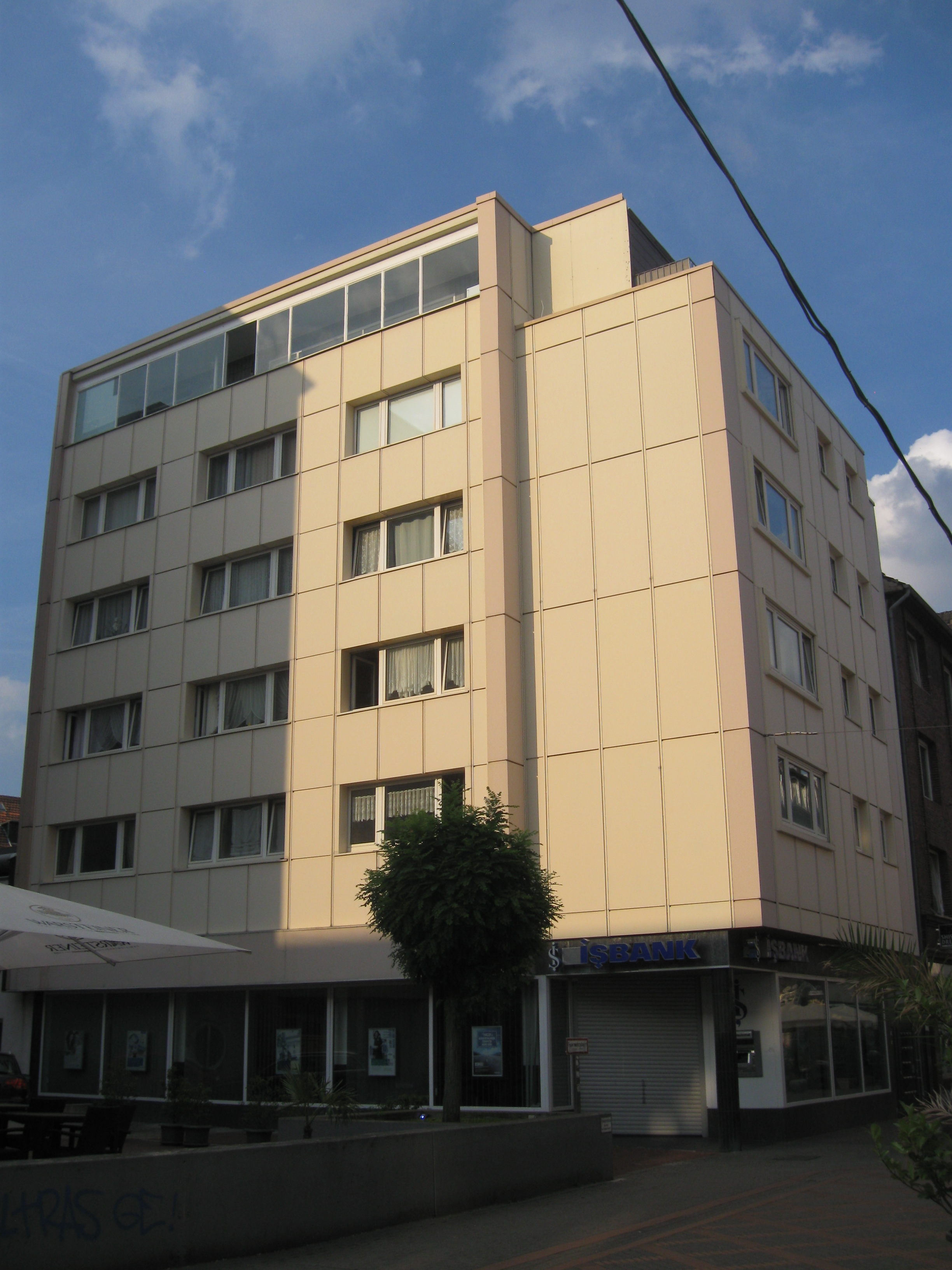
Neubau aus den 1960er Jahren, in dem sich das Hauptgeschäft der Firma Neuwald befand.

Im April 1945 kehrte Kurt Neuwald in seine Heimatstadt zurück und gehörte zu den ca. 60 überlebenden Rückkehrern von ehemals über 1600 Gelsenkirchener Juden. Eine Gruppe aus diesem Kreis, darunter sein Bruder Ernst, gründete 1945 ein jüdisches Hilfskomitee, das sich erfolgreich um Unterstützung durch emigrierte Gelsenkirchener Juden aus den USA bemühte. Kurt Neuwald gehörte am 27. Januar 1946 zu den drei Gründern des Landesverbands der Jüdischen Gemeinden von Westfalen-Lippe, dessen Vorstand er seitdem angehörte. Als Mitbegründer des Zentralrats der Juden in Deutschland wurde er 1951 bei der Verlegung des Sitzes der Institution nach Düsseldorf in dessen Direktorium gewählt, dem er bis 1994 angehörte. Aus dem Gelsenkirchener Hilfskomitee ging binnen weniger Jahre die jüdische Kultusgemeinde Gelsenkirchen hervor, die 1953 die Anerkennung als Körperschaft des öffentlichen Rechts erhielt und deren Leitung Kurt Neuwald ab 1956 als Nachfolger des Gründungsvorsitzenden Robert Jessel für fast vier Jahrzehnte übernahm. 1958 wurde das erste Bethaus der Gemeinde im Parterre eines Privathauses in der Von-der-Recke-Straße eingeweiht. Von 1963 bis 1994 war Neuwald Vorsitzender des Landesgemeindeverbands Westfalen-Lippe und wurde anschließend dessen Ehrenvorsitzender.
Am 31. August 1947 heiratete er Cornelia Basch (1921–1969), eine rumänisch-ungarische Jüdin, die als Zwangsarbeiterin im Gelsenberg-Lager beim Hydrierwerk der Gelsenberg-Benzin AG inhaftiert gewesen war, und baute mit ihr zusammen das frühere Bettenfachgeschäft seiner Familie am angestammten Geschäftssitz in der Arminstraße wieder auf. 1948 und 1959 wurden dem Paar zwei Töchter geboren. 1962 erfolgte der Umzug des Geschäfts in einen größeren Neubau zwei Häuser weiter in der Arminstraße 11. Nach dem Tod seiner zweiten Ehefrau am 5. Januar 1969 zog sich Kurt Neuwald aus der Firma „Betten Neuwald“ zurück und verpachtete das Geschäft. Seit dieser Zeit engagierte er sich in der Unterstützung der Kinderkrebshilfe in Israel.
Im Zentralrat der Juden in Deutschland war er von 1969 bis 1982 Finanzdezernent und von 1973 bis 1976 Mitherausgeber der Allgemeinen Jüdischen Wochenzeitung. Neuwald galt als Finanzexperte und akkurater Verwalter. Bis 1989 fungierte er als Leiter des Jüdischen Gemeindefonds Nordwestdeutschlands. In allen seinen Funktionen setzte sich Kurt Neuwald für eine Versöhnung zwischen jüdischer und nichtjüdischer Bevölkerung ein. In Gelsenkirchen bemühte er sich in den letzten Jahren seiner Gemeindeleitung besonders um die Eingliederung der zahlreichen jüdischen Emigranten aus der ehemaligen Sowjetunion, die verstärkt seit 1990 in der Stadt ansässig wurden und die jüdische Gemeinde heute stark mitprägen.

### Persönlichkeit
Ein Jahr vor seinem Tod feierte er die Bat Mitzwa seiner Enkelin. Es war sein Herzenswunsch gewesen, sie noch zu erleben. Anders als viele jüdische Rückkehrer hatte Kurt Neuwald den Zeugnissen seiner Umgebung zufolge nie ‚auf gepackten Koffern gesessen‘. Er war von Anfang an entschlossen, in seiner Heimat zu bleiben, und hat immer den Standpunkt vertreten: „Hitler soll nicht im nachhinein noch Recht bekommen, indem Deutschland ‚judenfrei‘ wird.“
„Wie kaum ein anderer Gemeindefunktionär gab der hagere zierliche Mann aus dem Ruhrgebiet der Nachkriegsgemeinde Gelsenkirchen und der jüdischen Nachkriegsgemeinschaft ein Gesicht“ (Jüdische Allgemeine).

### Ehrungen
Kurt Neuwald wurde 1994 an seinem 88. Geburtstag in Anwesenheit des lange mit ihm befreundeten, damaligen nordrheinwestfälischen Ministerpräsidenten Johannes Rau zum Ehrenbürger der Stadt Gelsenkirchen ernannt. Am 17. März 1999 erhielt er das Große Bundesverdienstkreuz mit Stern. Bereits 1958 war Neuwald mit dem Bundesverdienstkreuz erster Klasse ausgezeichnet worden, hatte 1978 das Große Verdienstkreuz der Auszeichnung und 1986 den Verdienstorden des Landes Nordrhein-Westfalen erhalten.

## Gedenken, Nachlass, Sonstiges

### Posthume Ehrungen
Am 7. Juli 2005 weihte Oberbürgermeister Frank Baranowski eine Gedenktafel für Kurt Neuwald auf dem gleichzeitig nach ihm benannten Kurt-Neuwald-Platz in Gelsenkirchen ein, der sich in Sichtweite des vormaligen Geschäfts der Familie auf der Arminstraße befindet. Im Herbst 2011 wurde der Gemeindesaal der 2007 eingeweihten neuen Gelsenkirchener Synagoge nach Kurt Neuwald benannt.

### Nachlass und Familie
Nach seinem 1944 ermordeten Vater Leopold Neuwald wurde anlässlich des 50. Jahrestags der Pogromnacht am 9. November 1988 ein Platz in der Innenstadt Gelsenkirchens in der Umgebung des Musiktheaters benannt.
Am 100. Geburtstag Kurt Neuwalds 2006 wurde sein Nachlass von seinen Töchtern dem Gelsenkirchener Institut für Stadtgeschichte (Stadtarchiv) zur Verwahrung und wissenschaftlichen Auswertung übergeben.
Seine Tochter Judith Neuwald-Tasbach wurde im Mai 2007 zur Vorsitzenden der Jüdischen Gemeinde Gelsenkirchen gewählt.